# Mathieu Compain
Mathieu Compain (kb. 1597 – Lyon, 1675) francia jezsuita szerzetes és művész, a Sain-Joseph könyvtár alapítója.

## Élete
Testvére, Pierre Compain, Rómában volt bankár. Apjuk Antoine, lyoni ügyvéd, anyjuk Marie de Bais. Pierre Compain, Geneviève Chevalier-től származó fia apja gyűjteményét (pl. Exemplaire aux armes de Pierre Compain), mely jogi és történeti művekől állt, valamint nagybátyja kéziratait az említett könyvtárban helyezte el. A jezsuiták 1763-as kiűzésekor a könyvtár anyaga is szétszóródott.   
Louvan Géliot és rajta keresztül Pierre Palliot Mathieu Compain írásaiból merítette az egyházi címerek rangfokozataira vonatkozó elveket és ezzel hozzájárult az egyházi heraldika rangjelölő rendszerének kialakulásához. Numizmatikával is foglalkozott.

## Művei
- Recueil de plusieurs pièces d'éloquence et de poésie présentées à l'Académie des Jeux floraux de Toulouse pour les prix de l'année 1698.
- Discours sur ces paroles : ¸La louange produit ordinairement de mauvais effets, qui a remporté le prix de la prose... (Toulouse : chez Guillaume-Louis Colomyez, 1698)